# Kupa na Sŭvet·skata armiya 1965-1966
La Coppa dell'Esercito sovietico 1966-1967 è stata la 21ª edizione di questo trofeo, e la 26ª in generale di una coppa nazionale bulgara di calcio, iniziata il 25 dicembre 1965 e terminata il 10 settembre 1966. Lo Slavia Sofia ha vinto il trofeo per la quarta volta.

## Sedicesimi di finale
| Squadra 1            | Risultato        | Squadra 2         |
| -------------------- | ---------------- | ----------------- |
| 25 dicembre 1965     |                  |                   |
| Spartak Sofia        | 1 – 0            | Pirin Blagoevgrad |
| Lokomotiv Sofia      | 3 – 0            | Balkan Botevgrad  |
| 26 dicembre 1965     |                  |                   |
| Levski Sofia         | 3 – 1            | Benkowski Isperih |
| Botev Vraca          | 3 – 1            | Rozova Dolina     |
| Botev Plovdiv        | 5 – 4            | Marica Plovdiv    |
| Dobrudža             | 3 – 2            | Černo More Varna  |
| Lokomotiv Plovdiv    | 1 – 0            | Gorubso Madan     |
| Spartak Plovdiv      | 1 – 1 (4-3 dtr)  | Arda Kărdžali     |
| Minjor Vratsa        | 3 – 2            | Spartak Pleven    |
| Beroe                | 2 – 0            | Lokomotiv Burgas  |
| Marek Dupnica        | 2 – 1            | Minjor Pernik     |
| FK Etăr              | 2 – 1            | Spartak Varna     |
| CSKA Sofia           | 6 – 0            | Velbažd           |
| FK Černomorec Burgas | 3 – 2            | Sliven            |
| Slavia Sofia         | 4 – 0            | Montana           |
| Dorostol Silistra    | 1 – 1 (6-6 dtr)* | Dunav Ruse        |

- *Il Dorostol passa al turno successivo mediante sorteggio.

## Ottavi di finale
| Squadra 1         | Risultato       | Squadra 2            |
| ----------------- | --------------- | -------------------- |
| 26 giugno 1966    |                 |                      |
| Levski Sofia      | 0 – 0 (4-3 dtr) | FK Etăr              |
| Spartak Sofia     | 5 – 0           | Dorostol Silistra    |
| Slavia Sofia      | 1 – 0           | Dobrudža             |
| Spartak Plovdiv   | 1 – 1 (4-3 dtr) | Botev Vraca          |
| Beroe             | 5 – 1           | Marek Dupnica        |
| CSKA Sofia        | 2 – 0           | Minjor Vratsa        |
| Lokomotiv Sofia   | 4 – 2           | FK Černomorec Burgas |
| Lokomotiv Plovdiv | 3 – 3 (4-3 dtr) | Botev Plovdiv        |

## Quarti di finale
| Squadra 1       | Risultato       | Squadra 2         |
| --------------- | --------------- | ----------------- |
| 13 agosto 1966  |                 |                   |
| Slavia Sofia    | 6 – 1           | Spartak Plovdiv   |
| 14 agosto 1966  |                 |                   |
| Lokomotiv Sofia | 3 – 2           | Levski Sofia      |
| Spartak Sofia   | 3 – 3 (7-5 dtr) | Lokomotiv Plovdiv |
| 17 agosto 1966  |                 |                   |
| CSKA Sofia      | 3 – 1           | Beroe             |

## Semifinali
| Squadra 1      | Risultato | Squadra 2       |
| -------------- | --------- | --------------- |
| 25 agosto 1966 |           |                 |
| Slavia Sofia   | 2 – 1     | Spartak Sofia   |
| CSKA Sofia     | 1 – 0     | Lokomotiv Sofia |

## Finale
| Arbitro: | Kostadin Dinov |

|            |           |  |
| Vasilev 3’ | Marcatori |  |